# حجر بن عدي
حجر بن عدي الكندي (المتوفى 51 هـ) هو من أصحاب الإمام علي بن أبي طالب الذين شهِدوا الجمل وصفين معه. ومختلفٌ في كونه صحابياً. يرى بعض العلماء كالحاكم النيسابوري وابن عبد البر أنه من الصحابة، ويرى أغلب العلماء كالبخاري وخليفة بن خياط أنه من التابعين. ولا يوجد له رواية عن النبي، بل سمع من علي بن أبي طالب وعمار.

## نسبه
حجر بن عدي الأدبر بن معاوية بن جبلة بن عدي بن ربيعة بن معاوية الأكرمين بن الحارث الأصغر بن معاوية بن الحارث الأكبر بن معاوية بن ثور بن مرتع بن معاوية بن كندة.

## سيرته
أسلم حجر في مقتبل شبابه حينما قدم إلى المدينة مع أخيه هاني بن عدي إلى الرسول محمد. وكان مِمّن شارك في دفن أبي ذر الغفاري بالربذة حينما توفي في عصر عثمان بن عفان. وذلك بسبب انتقادات وجهها أبو ذر الغفاري إليه حول سياسته وطريقة حكمه في النصف الثاني من خلافته. كان حجر أحد قادة الفتوحات الإسلامية في بلاد الشام حيث فتح عدرا التي قتل فيها فيما بعد وشارك في القادسية.

## مقتله
خطب زياد بن أبيه يوما في الجمعة فأطال الخطبة وأخر الصلاة، فقال له ‌حجر ‌بن ‌عدي: الصلاة! فمضى في خطبته، ثم قال: الصلاة! فمضى في خطبته، فلما خشي حجر فوات الصلاة ضرب بيده إلى كف من الحصا، وثار إلى الصلاة وثار الناس معه، فلما رأى ذلك زياد نزل فصلى بالناس، فلما فرغ من صلاته كتب إلى معاوية في أمره. واستشهد عليه جماعة منهم أبو بردة بن أبي مُوسَى أنه خلع الطاعة ودعا إلى الفتنة.
وقيل أن زياد بن أبيه يمكث في الكوفة ستة أشهر وفي البصرة ستة أشهر، واثناء تواجده في البصرة كان قد عيّن على الكوفة عمرو بن حريث. وفي يوم الجمعة وبينما عمرو بن حريث يخطب في المنبر، قعد له ‌حجر ‌بن ‌عدي وأصحابه فحصبوه ( أي رموه بالحصى)، فنزل من المنبر، فدخل القصر، وأغلق بابه.
وكتب زياد كتابا إلى معاوية فيه: قد أحسن الله عند أمير المؤمنين بلاءه، وكاد له عدوه، وكفاه مؤنة من بغى عليه. إن طواغيت من هذه الطائفة الترابية ورأسهم ‌حجر ‌بن ‌عدي فارقوا الجماعة، ونصبوا لنا الحرب، فأظهرنا الله عليهم، وأمكننا منهم، وقد شهد عليهم أشراف أهل العصر وذوو السن منهم، بما شاهدوه وعلموه، وقد بعثت بهم إلى أمير المؤمنين ليرى فيهم رأيه. فأمر معاوية بقتله، وقد عاتبت عائشة بنت ابي بكر معاوية في قتله، فقال: إنما قتله من شهد عليه. ثم قال: دعيني وحجرا، فإني سألقاه على الجادة يوم القيامة. قالت: فأين ذهب عنك حلم أبي سفيان؟ قال: حين غاب عني مثلك من قومي.
وكان معاوية قد استشار الناس فيهم حين وصلوا إلى مرج عذراء وقيل: إنهم حبسوا بها. فمنهم من أشار بقتلهم، ومنهم من أشار بتفريقهم في البلاد، فكتب معاوية إلى زياد كتابا آخر في أمرهم، فأشار عليه بقتلهم إن كان له حاجة في ملك العراق، فعند ذلك أمر بقتلهم.

## قبره

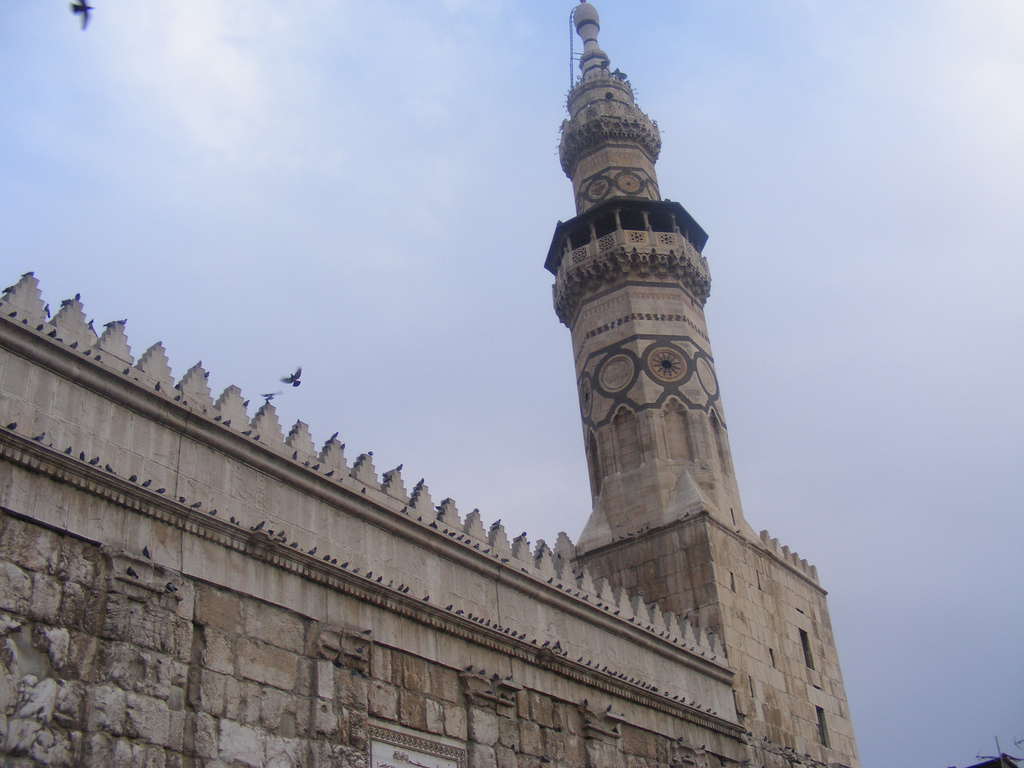
منارة مسجد حجر بن عدي

يقع قبره بمدينة عدرا في سوريا. وفي 27 أبريل، 2013م، نبش القبر مجموعات مسلحة  واستخرجوا الجثمان ودفنوه في مكان غير معروف. نُشرت صورتان للقبر بعد نبشه وكتب تحت إحدى الصورتين «هذا مقام حجر بن عدي الكندي: أحد مزارات الشيعة في عدرا البلد، قام الجيش الحر بنبش القبر ودفنه في مكان غير معروف بعدما قالوا أن القبر أصبح مركزاً للشرك بالله». الاتهامات متبادلة حول من قام بالفعل. والاتهامات الأبرز تشير إلى أن عناصر تابعة لـ«جبهة النصرة» ولـ«الجيش السوري الحر» هي التي قامت بالفعل.
وفقا لتقرير نشر في نيويورك تايمز، نُشرِت صورة لأحد مدنسي الضريح ومستخرجي الجثمان يدعى أبو أنس الوزير، أو أبو البراء، وهو زعيم جماعة عسكرية تسمى لواء الإسلام من الجيش الحر.
يشار إلى أن جبهة النصرة هي التي كانت تسيطر على منطقة عدرا، حيث الضريح.

## فضائله
- قال الرسول محمد: «سيُقتل بعذراء أُناس يغضب الله لهم وأهل السماء».[22]
- وفي حديث: «يُقتل بمرج عذراء نفر يغضب لهم أهل السماوات».[23]
- قال علي بن أبي طالب عنه: «اللّهم نوّر قلبه بالتقى، واهده إلى صراط مستقيم، ليت أنّ في جندي مائة مثلك».[24]
- وقال: «يا أهل العراق، سيُقتل منكم سبعة نفر بعدرا، مثلهم كمثل أصحاب الأخدود».[25]

## أقوال بعض علماء الشيعة فيه
- قال الفضل بن شاذان النيشابوري: «فمن التابعين الكبار ورؤسائهم وزهّادهم... وحُجر بن عَدِي».[25]
- قال الشيخ الطوسي: «وكان من الأبدال(1)».[26]
- قال علي خان المدني: «يُعدّ من الرؤساء والزهّاد، ومحبّته وإخلاصه لعلي أشهر من أن تُذكر».[27]
- قال محسن الأمين: «هو من خيار الصحابة، رئيس، قائد، شجاع، أبيّ النفس، عابد، زاهد، مستجاب الدعوة، عارف بالله، مسلّم لأمره، مطيع له، مجاهر بالحق، مقاوم للظلم، لا يبالي بالموت في سبيل ذلك».[28]
- قال الشيخ عبد الله المامقاني: «مقتضى ما سمعت كلّه، أنّ الرجل فوق الوثاقة، وفي غاية الجلالة».[29]
- قال الشيخ محيي الدين المامقاني: «فلا مجال إلّا لتوثيقه، بل هو في قمّة الوثاقة والجلالة، وإنّي أعدّه ثقة ثقة، وثقة جليلاً».[30]

## أقوال بعض علماء السنة فيه
- قال ابن سعد: «وكان ثقة معروفاً».[31]
- قال ابن حبان: «حُجر بن عدي الكندي، واسم عدي هو الأدبر، وهو الذي يقال له حجر بن الأدبر من عباد التابعين، ممن شهد صفين مع علي بن أبي طالب، قتل سنة ثلاث وخمسين».[32]
- قال الحاكم النيسابوري: «هو راهب أصحاب محمد».[33]
- قال ابن عبد البر: «كان حُجر من فضلاء الصحابة».[34]
- قال ابن الأثير: «وهو المعروف بحجر الخیر.. وفد عَلَی النبي هو وأخوه هانئ، وشهد القادسیة، وکان من فضلاء الصحابة».[35]
- قال الذهبي: «حجر بن عدي، وهو حجر الخير أبو عبد الرحمن الشهيد، له صحبة ووفادة. وكان شريفا، أميرا مطاعا، أمارا بالمعروف، مقدما على الإنكار، من شيعة علي شهد صفين أميرا، وكان ذا صلاح وتعبد.»[36]

### الهوامش
- 1: الأبدال ومفردها بدل أو بديل والابدال هم قوم من الصالحين لا تخلو الدنيا منهم، فإذا مات واحد أبدل الله مكانه آخر. «معجم اللغة العربية المعاصر»